# Jörn Renzenbrink
Jörn Renzenbrink (* 17. Juli 1972 in Hamburg) ist ein ehemaliger deutscher Tennisspieler.

## Karriere
Renzenbrink, der seine sportliche Laufbahn beim Rissener SV begann, wurde im Alter von 18 Jahren Deutscher Jugendmeister. Nach dem Abitur, das er 1991 am Gymnasium in Hamburg-Rissen bestand, wurde er Tennisprofi. Auf der ATP World Tour gewann er an der Seite von Markus Zoecke einen Doppeltitel, 1995 in Newport. Seine höchsten Notierungen in der ATP-Weltrangliste erreichte er 1994 mit Position 70 im Einzel sowie im darauf folgenden Jahr mit Position 153 im Doppel.
1994 war sein erfolgreichstes Jahr auf der ATP Tour. Sein bestes Abschneiden bei einem Grand-Slam-Turnier im Einzel gelang ihm 1994 mit dem Erreichen des Achtelfinales bei den US Open, zudem stand er im selben Jahr in der dritten Runde der Australian Open. Auch sein einziges Einzelfinale bei einem ATP-Turnier bestritt er in diesem Jahr; er unterlag im Endspiel der Seoul Open Jeremy Bates in drei Sätzen. Renzenbrink wurde zeitweise von Alexander Swerew als Trainer betreut.
Im Alter von 27 Jahren trat Renzenbrink vom Profisport zurück und begann ein Studium der Betriebswirtschaftslehre an der Universität Hamburg. Er war bei der MLP AG Finanzberater. Später kehrte wieder zum Tennissport zurück; einige Jahre arbeitete er mit der deutschen Spielerin Carina Witthöft zusammen und hat mit einem Freund ein kindertaugliches Tennisprogramm namens „Soultennis“ aufgebaut. Seit 2011 leitet er die Geschicke der Hamburger Ballschule e. V.
Renzenbrink hat vier Söhne und lebt mit seiner Freundin in Hamburg. Sein ältester Sohn ist der Nachwuchsschauspieler Ron Antony Renzenbrink.

## Erfolge
| Legende                       |
| Grand Slam                    |
| Tennis Masters Cup            |
| ATP Masters Series            |
| ATP International Series Gold |
| ATP International Series (1)  |
| ATP Challenger Series (2)     |

### Einzel

#### Turniersiege

##### Challenger Tour
| Nr. | Datum             | Turnier | Belag   | Finalgegner   | Ergebnis      |
| --- | ----------------- | ------- | ------- | ------------- | ------------- |
| 1.  | 29. November 1993 | Andorra | Teppich | Ronald Agénor | 6:4, 5:7, 6:3 |
| 2.  | 30. Oktober 1995  | Aachen  | Teppich | Martin Damm   | 5:7, 6:3, 6:4 |

#### Finalteilnahmen
| Nr. | Datum          | Turnier | Belag     | Finalgegner  | Ergebnis       |
| --- | -------------- | ------- | --------- | ------------ | -------------- |
| 1.  | 18. April 1994 | Seoul   | Hartplatz | Jeremy Bates | 4:6, 7:66, 3:6 |

### Doppel

#### Turniersiege
| Nr. | Datum         | Turnier | Belag | Doppelpartner | Finalgegner                | Ergebnis |
| --- | ------------- | ------- | ----- | ------------- | -------------------------- | -------- |
| 1.  | 10. Juli 1995 | Newport | Rasen | Markus Zoecke | Paul Kilderry Nuno Marques | 6:1, 6:2 |